# 自由开放的印度-太平洋

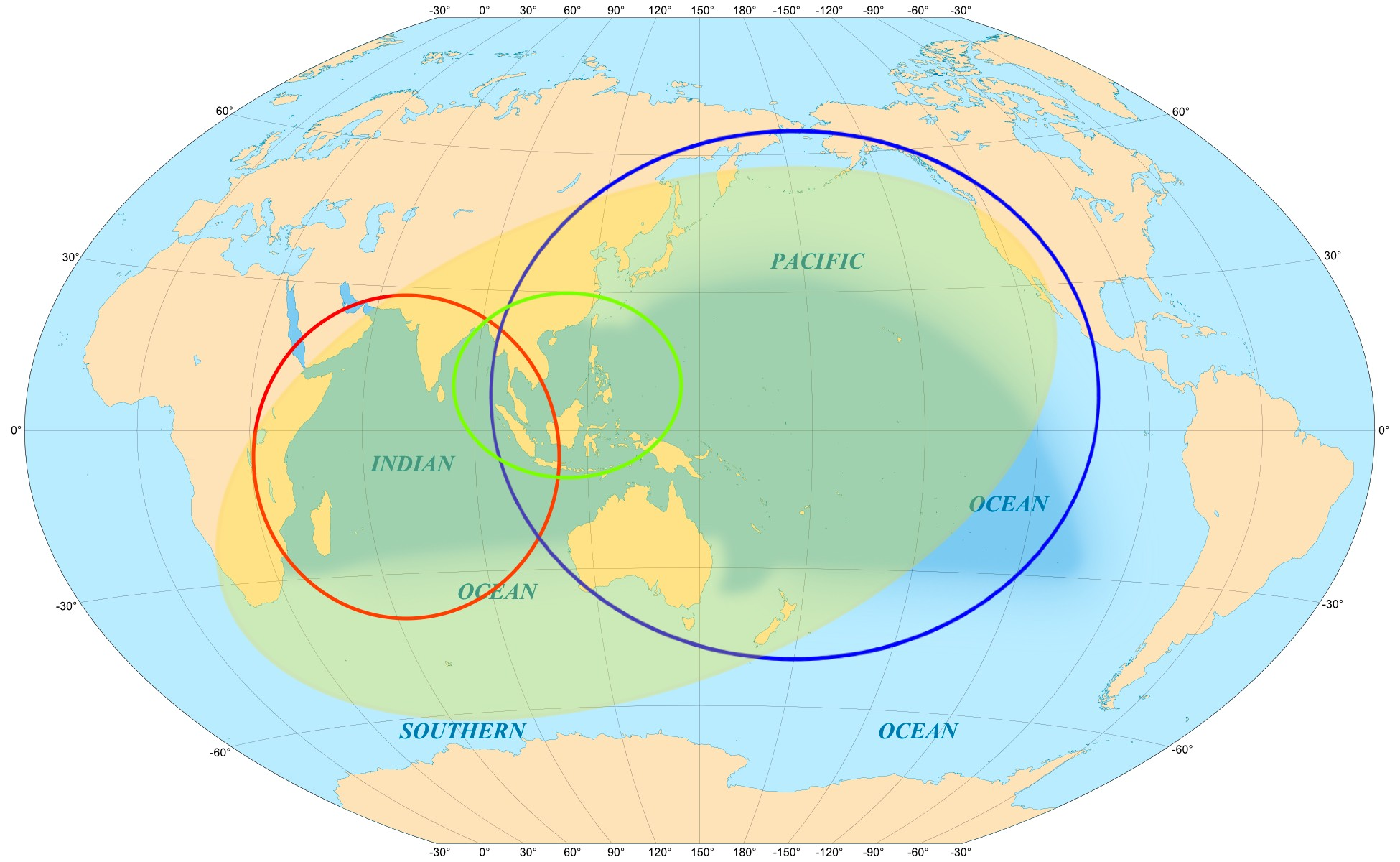
自由開放的印度-太平洋的範圍

自由开放的印度-太平洋簡稱印太、印太地區，是一个地缘政治概念，2016年由日本首相安倍晋三倡议，自由開放的印度-太平洋是美国、日本、印度和澳大利亚之间的四边安全对话所特別强调的目標和予以實現。

## 区域

印度洋-太平洋生物地理海域

印太地区的范围继承于印太海域，通常包括印太海域附近的国家和政治实体，范围比亚太地区更广。
印太海域原本是一个生物地理概念，包括印度洋的热带水域、太平洋的西部和中部以及在印度尼西亚连接两洋的水域，但不包括两洋的温带和极地水域。在随后作为地缘政治概念出现时，其范围与生物地理概念略有区别：通常包括太平洋西岸温带及以北的国家（如日本），但通常不包括印度洋西岸的非洲国家。
亚太地区狭义上指东亚、东南亚等太平洋西岸的亚洲地区、大洋洲、以及太平洋上的各岛屿；而印太地区则在亚太地区的基础上纳入了印度洋沿岸和印度次大陆国家。
有学者认为，使用“印太地区”将改变人们传统上对地区的概念。

## 地缘政治
“印太地区”作为地缘政治概念最早出现在1924年德国地政学家豪斯霍弗（Karl Haushofer）的《太平洋地政学》（Deutsche Kulturpolitik im indopazifischen Raum）等书当中。据政治理论和思想史学者考证，豪斯霍弗“印太”概念旨在联合中国、印度、日本等国家，形成反殖民主义势力，遏制英国等老牌殖民国家。“印太”随着豪斯霍弗地政思想在日本的接受，流传于日本。
2007年，印度海军上校Gurpreet S Khurana在《战略分析》期刊中提及此词。
2007年8月，日本首相安倍晋三在访问印度时提过类似的概念。安倍晋三在印度国会发表的演讲时提到“印太交汇之处”是“两大洋的自由和繁荣有机地相融合的地方”。
从2011年起，一些来自澳大利亚、美国、日本等国的战略分析师、政府官员和军方领袖开始使用“印太地区”这个词，并在《2013澳大利亚国防白皮书》中第一次被正式写入政府公文。
2016年8月，安倍晋三在肯尼亚召开的TICADVI基调演讲发表《自由开放的印度太平洋》演说，提倡 “自由开放的印度-太平洋”（Free and Open Indo-Pacific）理念。其旨在通过自由开放的印度太平洋，提升亚洲与非洲的「连通性」，促进整个地区的稳定和繁荣。
唐纳德·特朗普就任美国总统后，美国政府开始频繁使用“印太地区”来取代“亚太地区”。
2017年6月26日，印度总理納倫德拉·莫迪访美后双方发表的联合声明中指出：“作为印太地区相关的两大国，特朗普总统和莫迪总理赞同双方紧密合作有助于地区实现和平稳定。”11月，特朗普在越南岘港出席APEC峰会时提出了“自由开放的印太战略”（FOIPS），用以取代其前任贝拉克·奥巴马的“亚太再平衡”战略。美国副助理国务卿黃之瀚（Alex Wong）随后表示，该战略致力于促进印太地区国家的政治自由，以及在航运、基础设施、投资和贸易领域上的开放。
2018年5月，美軍的原美國太平洋司令部（United States Pacific Command）更名為美國印太司令部（United States Indo-Pacific Command）。12月，美國政府和國會正式通過概括印太地區長期戰略的《2018年亞洲再保證倡議法》。
2019年6月22日至23日，在曼谷举行的第34届东盟峰会正式通过了《东盟印太展望》(ASEAN Outlook on Indo- Pacific)。这是东盟发布的首份关于印度洋—太平洋地区秩序的区域架构倡议，目标是“发挥东盟的集体领导作用，形成和塑造更密切的印太合作”，标志着东南亚国家联盟作为一支重要的区域力量正式接受了“印太”这个地缘概念。
2020年2月，在特朗普访问印度期间，两国发表的《联合声明》指出，印美之间的紧密伙伴关系对于自由、开放、包容、和平与繁荣的印太地区至关重要；美国赞赏印度在印度洋地区的“净安全提供者”作用。
2021年，乔·拜登政府上台后继承和发展了自由开放的印太理念。2021年4月16日，美國總統喬·拜登在白宮接見日本首相菅義偉，是拜登上任以來首位面對面會晤的外國領導人。為應對來自中國和朝鮮的威脅，兩國同意重新確立「美日印太統一戰線」，打造「自由開放的印太地區未來」。